# UHC Linz
Der UHC Linz ist der erste Linzer Floorballverein und wurde im Jahre 2008 von Mitgliedern des Floorballvereins FBV Wels und Studenten der Universität Linz als Sektion des Sportvereins ASKÖ Linz Mitte gegründet. Der Verein war seit seiner Gründung mehrfacher Ausrichter der internationalen Austrian Floorball Open. Er ist Mitglied beim Dachverband ASKÖ Oberösterreich und im Österreichischen Floorball Verband (ÖFBV) und hat die Vereinsfarben rot/schwarz.

## Herren-Bundesliga (Großfeld)
Der UHC Linz spielt seit der Saison 2008/09 in der österreichischen (Großfeld-)Bundesliga und wechselte zur Saison 2014/15 in die 2. Bundesliga.
In der Saison 2015/16 bildete der UHC Linz eine Spielgemeinschaft mit den Starbulls Salzburg und nahm erneut in der 1. Bundesliga teil (6. Platz).
Nachdem in der Saison 2016/17 keine Ligateilnahme erfolgt war, musste der UHC Linz in der Saison 2017/18 erneut in der 2. Bundesliga anfangen und konnte diese souverän gewinnen (5 Siege / 1 Niederlage in der Vorrunde, Playoff-Sieg gegen FBC Dragons). Dadurch wurde für die Saison 2018/19 der Aufstieg in die erste Bundesliga fixiert.

Ergebnisse:
Saison 2008/09: Grunddurchgang: Platz 4, ausgeschieden im Halbfinale der Playoffs
Saison 2009/10: Grunddurchgang: Platz 4, ausgeschieden im Halbfinale der Playoffs
Saison 2010/11: Grunddurchgang: Platz 6
Saison 2011/12: Grunddurchgang: Platz 5
Saison 2012/13: Grunddurchgang: Platz 7
Saison 2013/14: Grunddurchgang: Platz 7
Saison 2014/15: 2.BL: Platz 4 (kein Playoff)
Saison 2015/16: 1. BL: Platz 6
Saison 2016/17: kein Team gestellt
Saison 2017/18:
- 2.BL: Platz 1, Aufstieg in die erste Bundesliga
- Kleinfeld-Staatsmeisterschaft: Platz 2

Saison 2018/19: 1.BL

Wettbewerbe:
Oberösterreichische Kleinfeld-Landesmeisterschaft:
- 2013/14 Platz 1 + 2

- 2014/15 Platz 1 + 2

- 2016/17 Platz 1

Oberösterreichische Großfeldliga:
- 2014/15 Platz 1

- 2017/18 Platz 1

Oberösterreichische Floorball Liga:
- 2013/14 Platz 3 (kl. Finale nicht ausgespielt)

- 2016/17 Platz 2

- 2017/18 Platz 3

Der Kader der Bundesligamannschaft – Saison 2018/19
| Pos.        | Nr. | Name                   | Nat.       | Jahrgang |
| ----------- | --- | ---------------------- | ---------- | -------- |
| Torhüter    | 1   | Benjamin Bergmann      | Osterreich | 1985     |
| Torhüter    | 99  | Michael Reitetschläger | Osterreich | 1993     |
| Torhüter    | 55  | Timon Ramp             | Osterreich | 2002     |
| Verteidiger | 5   | Matej Krajcovic        | Tschechien | 1996     |
| Verteidiger | 11  | Thomas Reitetschläger  | Osterreich | 1996     |
| Verteidiger | 88  | Bernhard Winkelhofer   | Osterreich | 1985     |
| Verteidiger | 96  | Filip Hron             | Tschechien | 1996     |
| Stürmer     | 4   | Jan Völfl              | Tschechien | 1996     |
| Stürmer     | 10  | David Cicilla          | Osterreich | 1999     |
| Stürmer     | 19  | David Vanicek          | Tschechien | 1998     |
| Stürmer     | 21  | Daniel Hirsch          | Osterreich | 2000     |
| Stürmer     | 33  | Nils Riedl             | Osterreich | 2004     |
| Stürmer     | 84  | David Obernosterer     | Osterreich | 2002     |
| Stürmer     | 89  | Felix Sonnleitner      | Osterreich | 2002     |
| Stürmer     | 91  | Patrick Pichler        | Osterreich | 1997     |
| Stürmer     | 92  | Tomas Kopcak           | Osterreich | 1992     |

## Damen-Bundesliga
Seit der Saison 2017/18 besitzt der UHC Linz ebenfalls eine Damenmannschaft, welche in der österreichischen Bundesliga (Kleinfeld) und dem Großfeld-Cup teilnimmt.
Ergebnisse:
Saison 2017/18: Bundesliga (Kleinfeld), Cup (Großfeld)

## Jugend
Saison 2008/09: mU15 Platz 5;
Saison 2009/10: mU13 Platz 5; mU15 Platz 3;
Saison 2010/11: mU15 Platz 4; mU17 Platz 3; wU15 Platz 3
Saison 2011/12: mU13 Platz 6; mU15 Platz 4; mU17 Platz 3
Saison 2012/13: mU17 Platz 4; mU19 Platz 4; wU14 Platz 2
Saison 2013/14: mU11 Platz 4; mU15 Platz 3; mU17 Gruppe B Platz 3; mU19 Platz 4; wU17 Platz 3
Saison 2014/15: mU9 Platz 3; mU11 Meister; mU13 Platz 5; mU15 Platz 8; mU19 Platz 4; wU15 Platz 4; wU17 Platz 6
Saison 2015/16: U9 Platz 3; U11 Platz 4; mU13 Platz 3; mU15 Platz 5; mU17mPlatz 6; mU19 SPG Wien/Leoben/Linz Platz 2; wU13 Platz 1; wU15 Platz 3; wU17 Platz 4
Saison 2016/17: U9 Platz 3; U11 Platz 5; mU13 Platz 4; mU15 Platz 8; mU17 Platz 11; wU13 Platz 2; wU15 Platz 2; wU17 Platz 3
Saison 2017/18: U9, U11, mU13, mU15, mU17, wU17, wU19